# Mabel Barnes
Mabel Schmeiser Barnes  (* 29. Juli 1905 in Wapello, Iowa; † 22. Februar 1993 in Los Angeles, Kalifornien) war eine US-amerikanische Mathematikerin und Hochschullehrerin.

## Leben und Forschung
Barnes wurde als Mabel Schmeiser als das zweite von sechs Kindern in Wapello, Iowa geboren und besuchte eine Landschule mit einem Raum in Iowa. Sie begann ihr Studium am Cornell College in Latein und erhielt 1926 einen Bachelor-Abschluss in Mathematik. 1928 erwarb sie ihren Master-Abschluss an der University of Wisconsin und promovierte 1931 bei Henry Blumberg an der Ohio State University mit der Dissertation Some Properties Of Arbitrary Functions Concerning Approach to A Straight Line. Diese Arbeit wurde 1934 in Fundamenta Mathematicae, Vol. 3, No. 22 veröffentlicht. Anschließend arbeitete sie für drei Jahre am Nebraska State Teachers College. 1933 wurde sie neben Anne Stafford als eine von zwei jungen Frauen in die erste Gruppe von Mathematikern am neu eröffneten Institute for Advanced Study der Princeton University aufgenommen. Kurz nach ihrer Ankunft warnte sie der Direktor der School of Mathematics, dass Princeton nicht an Frauen in den Lernhallen gewöhnt sei und sie sich so unauffällig wie möglich machen sollte. Während ihres Studienjahres lernte sie den Doktoranden John Landes Barnes kennen und heiratete ihn ein Jahr später. Sie unterrichtete dann als Mathematiklehrerin an einer New Yorker High School. Als ihr Mann Assistenzprofessor an der Tufts University wurde, konnte sie an den Mathematikkolloquien der Harvard University teilnehmen. 1936 wurden ihr Sohn und 1940 ihre Tochter geboren. Sie half ihrem Mann, indem sie Papiere benotete und für ihn unterrichtete, wenn er weg war. Sie war auch an der Bearbeitung der mathematischen Abschnitte der zweiten Ausgabe „Handbook of Engineering Fundamentals“ von Oval Eshbach beteiligt. Nach Kriegsende gab es einen starken Zustrom von Kriegsveteranen an die Universität und da keine männliche Lehrperson gefunden wurde, wurde sie an der Tufts University wieder zum Unterrichten eingestellt. 1947 wurde ihr Mann an das College of Engineering an der University of California, Los Angeles berufen und sie zog mit der Familie nach Kalifornien. Von 1950 bis 1952 war sie Dozentin, bis 1956 Assistenzprofessorin, bis 1964 außerordentliche Professorin, bis 1971 Professorin und nach ihrer Pensionierung Professor Emerita of Mathematics am Occidental College in Los Angeles. 1955 wurde sie die Herausgeberin von „Installation of New Chapters“ im Pentagon, der Zeitschrift von Kappa Mu Epsilon. Ihre Haupttätigkeit im Ruhestand war die Arbeit am Naturschutz sowohl beim Sierra Club als auch bei der Desert Protective Society.

## Mitgliedschaften
- American Mathematical Society
- Mathematical Association of America (MAA)
- Phi Beta Kappa
- Kappa Mu Epsilon

## Veröffentlichungen
- 1934: Schmeiser, M.: Some properties of arbitrary functions. Fund. Math. 22:70–76
- 1988: Mabel S. Barnes. In Centennial reflections on women in American mathematics. AWM Newsletter 18 (6): 6–8. Transcript of a panel discussion sponsored by the AWM at the AMS Centennial meeting, Providence, RI, 9 Aug 1988. Reprint, with editorial revisions: 2005. Fifty years in mathematics. In Complexities, ed. B. A. Case and A. M. Leggett, 27–30. Princeton, NJ: Princeton University Press.